# Acanthodactylus ahmaddisii
Espèce
Statut de conservation UICN

 EN B1b(i,ii,iii)c(iv) : En danger
Acanthodactylus ahmaddisii est une espèce de sauriens de la famille des Lacertidae.

## Répartition
Cette espèce est endémique du Nord-Ouest de la Jordanie.

## Étymologie
Cette espèce est nommée en l'honneur d'Ahmad Disi.

## Publication originale
- Werner, 2004 : A new species of the Acanthodactylus pardalis group (Reptilia: Lacertidae) from Jordan. Zoology in the Middle East, vol. 32, p. 39–46.